# Карл II Мекленбурзький
Карл II (Карл Людвіг Фрідріх; 10 жовтня 1741 — 6 листопада 1816) — правитель Великого герцогства Мекленбург-Штреліцького з 1794 року до своєї смерті. Спочатку правив як герцог, а в 1815 році був піднесений до рангу великого герцога. До того, як успадкувати трон, він обіймав посаду губернатора Ганновера з 1776 по 1786 рік.

## Раннє життя та служба в Ганновері
Герцог Карл Людвіг Фрідріх Мекленбурзький народився у Мірові 10 жовтня 1741 року, другим сином герцога Карла Людвіга Фрідріха Мекленбурзького та принцеси Єлизавети Альбертини Саксен-Гільдбурггаузенської. 11 грудня 1752 року помер його дядько Адольф Фрідріх III, і владу успадкував старший брат Карла, який став Адольфом Фрідріхом IV. Після вступу брата на престол Карла разом з рештою родини перевезли з Мірова до столиці Штреліца.
З раннього віку готувався до служби в Ганновері, отримавши офіцерське звання у чотири роки. Його сестра Шарлотта у 1761 році стала дружиною курфюрста Ганновера, короля Великої Британії Георга III. Карл часто відвідував Велику Британію та згодом вступив на службу в Ганновері, після служби в Іспанії під командуванням графа Ліппе.
У 1776 році був призначений генерал-губернатором Ганновера, фактично здійснюючи всю повноту влади суверена через відсутність монарха в Німеччині. Після другого овдовіння у 1785 році подав у відставку з військової служби та посади губернатора, отримавши звання фельдмаршала та пенсію. Провівши деякий час у подорожах, оселився у Дармштадті, де став президентом Імперської кредитної комісії.
Успадкував герцогство Мекленбург-Штреліцьке після смерті бездітного брата Адольфа Фрідріха IV 2 червня 1794 року.

## Правитель герцогства Мекленбург-Штреліцьке
Як правитель, Карл заохочував нові сільськогосподарські технології, заснував нову поліцію та запровадив обов'язкову освіту. У 1806 році його герцогство приєдналося до Рейнського союзу. Після Віденського конгресу, 28 червня 1815 року, він був піднесений до рангу великого герцога.
Влітку 1816 року Карл вирушив у подорож до Ребберга, Швальбаха та Гільдбурггаузена. Невдовзі після повернення він захворів на запалення легенів. Помер у Нойштреліці 6 листопада 1816 року після апоплексичного удару. Його наступником став його старший син Георг.

## Шлюби та діти
Після невдалих спроб одружитися з данською принцесою та принцесою Саксен-Готи, Карл одружився першим шлюбом з принцесою Фредерікою Гессен-Дармштадтською, донькою принца Георга Вільгельма Гессен-Дармштадтського, 18 вересня 1768 року в Дармштадті. У них було десятеро дітей, п'ятеро з яких дожили до повноліття. Дві дочки стали німецькими королевами-консортами.
- Шарлотта Георгіна Мекленбург-Штреліцька (1769—1818) взяла шлюб з Фрідріхом, герцогом Саксен-Альтенбурзьким
- Герцогиня Кароліна Августа Мекленбурзька (1771—1773), померла в дитинстві
- Герцог Георг Карл Мекленбурзький (1772—1773), помер у дитинстві
- Герцогиня Тереза Мекленбурзька (1773—1839) взяла шлюб з Карлом Александром, 5-го князем Турн-унд-Таксіс
- Герцог Фрідріх Георг Мекленбурзький (1774—1774), помер у віці двох місяців
- Герцогиня Луїза Мекленбурзька (1776—1810) взяла шлюб з Фрідріхом Вільгельмом III, королем Пруссії
- Герцогиня Фредеріка Мекленбурзька (1778—1841) взяла шлюб з (1) принцом Людвігом Карлом Прусським, (2) Фрідріхом Вільгельмом, принцем Сольмс-Браунфельським, (3) Ернстом Августом, королем Ганновера
- Георг, великий герцог Мекленбург-Штреліцький (1779—1860)
- Герцог Фрідріх Карл Мекленбурзький (1781—1783), помер у дитинстві
- Герцогиня Августа Альбертина Мекленбурзька (1782—1782), прожила один день

Після смерті Фредеріки в 1782 році внаслідок ускладнень під час народження їхньої десятої дитини, Карл одружився з її сестрою, принцесою Шарлоттою Гессен-Дармштадтською, 28 вересня 1784 року в Дармштадті. Шарлотта померла 12 грудня 1785 року невдовзі після народження їхнього сина, герцога Карла Мекленбурзького (1785—1837).